# 热堆寺
热堆寺，位于西藏自治区拉萨市曲水县聂当乡热堆村，是一座藏传佛教格鲁派寺院。

## 简介
热堆寺位于曲水县聂当乡热堆村，318国道西北侧大约2公里处。拉贡公路（机场公路）可以直达该寺。该寺距离拉萨市区21公里，距离曲水县城41公里。
1205年，该寺由汉族高僧秦热娃创建，是秦热娃创建的前藏六大寺院之一。
1981年，该寺修复开放，建筑保存完好。该寺主办每年一度的“姜贡曲”法会，该法会是西藏自治区最大的藏传佛教辩经法会。每年藏历十一月三日至十一月二十八日（公历约12月中旬至次年1月上旬），来自哲蚌寺、色拉寺、甘丹寺、大昭寺、热堆寺的数百名僧人在此举办为期25天的“姜贡曲”法会，主要内容为诵经辩经，检验僧人在佛学上的造诣，并考取学位。
该寺属藏传佛教格鲁派，寺内主供拉巴索巴佛。该寺代表性的活佛是热堆寺第二世次久活佛，但现在该寺已无活佛。
2012年，该寺辖聂塘卓玛拉康、贡布拉康、江寺、仁青林日追等4个宗教活动点。
2012年，在推进“9+5”工程建设中，该寺僧人主动配合，促使“九有”工程在热堆寺率先完成。该寺的在编僧人实现了社会养老保险、医疗保险全覆盖，最低生活保障应保尽保。